# Brachyrhopala bicolor
Brachyrhopala bicolor là một loài ruồi trong họ Asilidae. Brachyrhopala bicolor được Clements miêu tả năm 2000.